# Polydesmida
Polydesmida (do grego poli "muitos" e desmos "ligação") é a maior ordem de milípedes, contendo aproximadamente 3.500 espécies, incluindo todos os milípedes relatados para produzir cianeto de hidrogênio (HCN).

## Descrição
Os membros da ordem Polydesmida também são conhecidos como "diplopodes de costas chatas", porque na maioria das espécies, cada segmento do corpo possui quilhas laterais largas conhecidas como paranota. Essas quilhas são produzidas pela metade posterior (metazonita) de cada anel do corpo atrás do collum. Os polidesmídeos não têm olhos e variam em comprimento de 3 to 130 mm (0.12 to 5.12 in). Muitas das espécies maiores mostram padrões de coloração brilhantes que alertam os predadores de suas secreções tóxicas.
Os adultos geralmente têm 20 segmentos, contando o collum como o primeiro anel e o télson como o último anel. Os juvenis têm de 7 a 19 anéis. Nas espécies com os 20 segmentos usuais, as fêmeas adultas possuem 31 pares de pernas, mas nos machos adultos, o oitavo par de pernas (o primeiro par de pernas do 7º anel) é modificado em um único par de gonópodes, restando apenas 30 pares de andar. pernas.
Muitas espécies se desviam do plano corporal típico. Um desvio marcante e único ocorre em machos adultos da espécie Aenigmopus alatus, que retêm 31 pares de pernas ambulantes e não apresentam gonópodes. Este milípede é a única espécie da infraclasse Helminthomorpha sem gonópodes.
O desvio mais comum, no entanto, é uma redução no número de segmentos. Muitas espécies têm apenas 19 segmentos (incluindo o telson) como adultos, incluindo aqueles nos gêneros Brachydesmus, Macrosternodesmus, Poratia e Bacillidesmus. Nestas espécies, as fêmeas adultas têm apenas 29 pares de pernas e os machos adultos têm apenas 28 pares de pernas andantes. Em algumas espécies, incluindo Hexadesmus lateridens, Agenodesmus reticulatus e Eutynellus flavior, os adultos têm apenas 18 segmentos (incluindo o telson), com uma redução correspondente no número de pares de pernas (27 na fêmea adulta, 26 no macho adulto, excluindo os gonópodes). Ainda outras espécies apresentam dimorfismo sexual no número de segmentos, por exemplo, Prosopodesmus panporus (os habituais 20 em fêmeas adultas, mas apenas 19 em machos adultos) e Doratodesmus pholeter (19 em fêmeas adultas; 18 em machos adultos), com o número esperado de pares de pernas dado o número de segmentos em cada sexo.
Algumas espécies se desviam por terem mais do que o número normal de segmentos, incluindo os do gênero Devillea. Por exemplo, na espécie D. tuberculata, as fêmeas adultas têm 22 segmentos e os machos adultos têm 21 (incluindo o télson), com um aumento correspondente no número de pares de pernas (35 nas fêmeas adultas e 32 nos machos adultos, excluindo os gonópodes ). Algumas espécies deste gênero também apresentam variação no número de segmentos dentro do mesmo sexo, por exemplo, em D. subterranea, os machos adultos podem ter apenas 19 segmentos ou até 23 (incluindo o télson). O outlier mais extremo em número de segmentos entre os polidesmídeos, no entanto, é uma espécie cavernícola descoberta no Brasil, Dobrodesmus mirabilis, com machos adultos encontrados com 40 segmentos (incluindo o télson).

## Ecologia
Os polidesmídeos são muito comuns na serapilheira, onde se enterram alavancando com a extremidade anterior do corpo.

## Classificação
O C. 3500 espécies de Polydesmida são classificadas de várias maneiras em quatro subordens (nomes que terminam em "-idea") e 29 famílias, a maior (numericamente) incluindo Paradoxosomatidae, Xystodesmidae e Chelodesmidae.
Dalodesmidea Hoffman, 1980. 2 famílias
- Dalodesmidae Cook, 1896
- Vaalogonopodidae Verhoeff, 1940

Leptodesmidea Brölemann, 1916. 13 famílias
- Chelodesmoidea Cook, 1895
  - Chelodesmidae Cook, 1895
- Platyrhacoidea Pocock, 1895
  - Aphelidesmidae Brölemann, 1916
  - Platyrhacidae Pocock, 1895
- Rhachodesmoidea Carl, 1903
  - Rhachodesmidae Carl, 1903
  - Tridontomidae Loomis & Hoffman, 1962
- Sphaeriodesmoidea Humbert & de Saussure, 1869
  - Campodesmidae Cook, 1896
  - Holistophallidae Silvestri, 1909
  - Sphaeriodesmidae Humbert & de Saussure, 1869
- Xystodesmoidea Cook, 1895
  - Eurymerodesmidae Causey, 1951
  - Euryuridae Pocock, 1909
  - Gomphodesmidae Cook, 1896
  - Oxydesmidae Cook, 1895
  - Xystodesmidae Cook, 1895

Paradoxosomatidea Daday, 1889. 1 família
- Paradoxosomatidae Daday, 1889

Polydesmidea Pocock, 1887. 12 famílias
- Oniscodesmoidea Simonsen, 1990
  - Dorsoporidae Loomis, 1958
  - Oniscodesmidae DeSaussure, 1860
- Pyrgodesmoidea Silvestri, 1896
  - Ammodesmidae Cook, 1896
  - Cyrtodesmidae Cook, 1896
  - Pyrgodesmidae Silvestri, 1896
- Haplodesmoidea Cook, 1895
  - Haplodesmidae Cook, 1895
- Opisotretoidea Hoffman, 1980
  - Opisotretidae Hoffman, 1980
- Polydesmoidea Leach, 1815
  - Cryptodesmidae Karsch, 1880
  - Polydesmidae Leach, 1815
- Trichopolydesmoidea Verhoeff, 1910
  - Fuhrmannodesmidae Brölemann, 1916
  - Macrosternodesmidae Brölemann, 1916
  - Nearctodesmidae Chamberlin & Hoffman, 1958
  - Trichopolydesmidae Verhoeff, 1910